# Brödtext

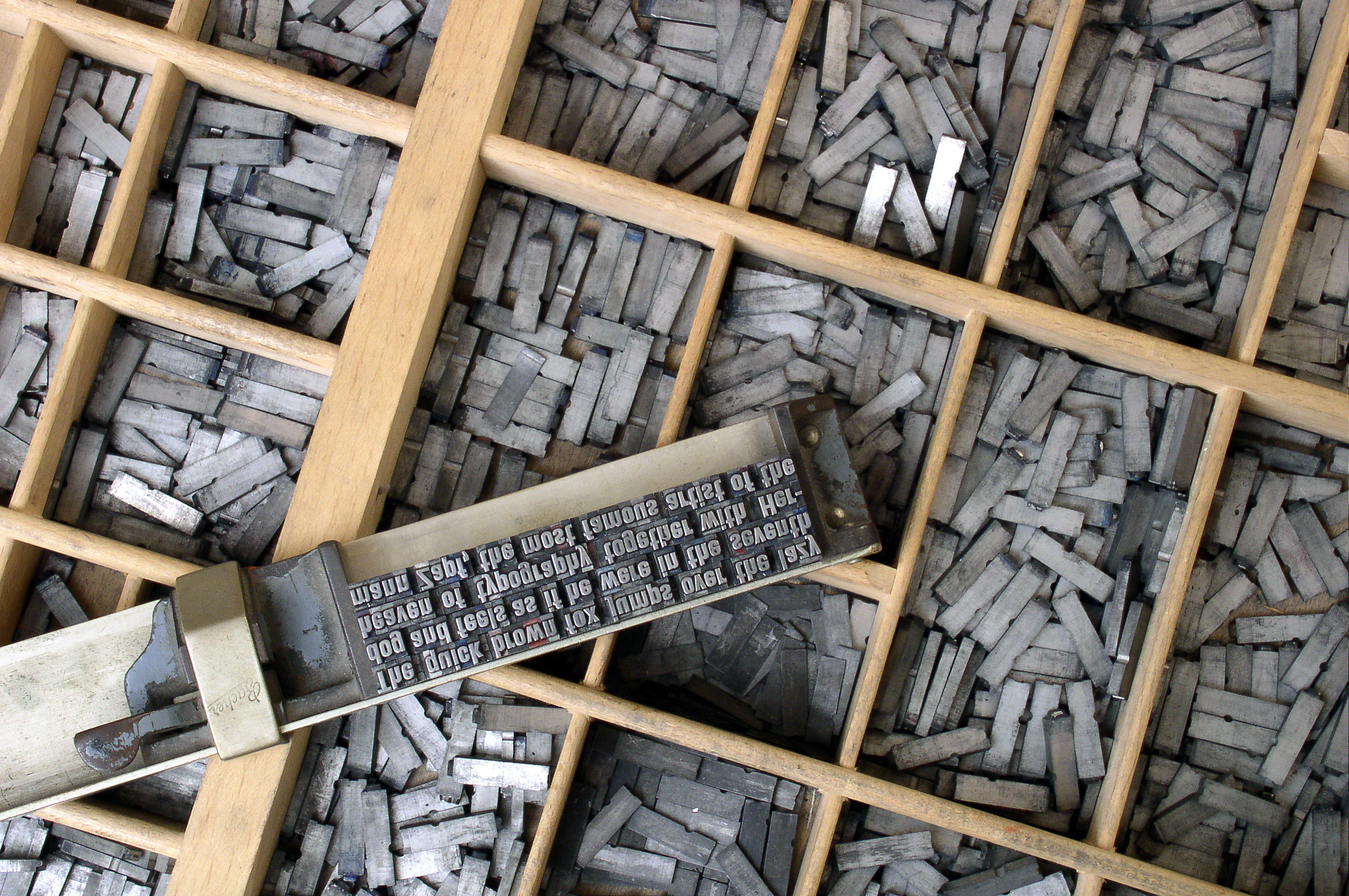
Ordet brödtext härrör från den tid då typografen satte text med blytyper. Typografen tjänade bara ihop till brödfödan genom arbetet med brödtexten.

Brödtext eller löptext är inom typografi sådan text som inte är rubriker, tabeller, bildtext eller någon annan specialtext, med andra ord den vanliga löpande texten i en trycksak, tidningsartikel eller på en webbsida med mera.
Inom typografi poängteras ofta att valet av teckensnitt i brödtexten bör vara noga gjort och att innehållet ska återspeglas på ett bra sätt genom teckensnittets ordbild. Samtidigt ska det vara lättläst och anpassat till textens målgrupp.
Serif-teckensnitten (antikvorna) har sin givna plats som brödtext-teckensnitt, då de upplevs som mer lättlästa i tryckt brödtext. Sans-serif-teckensnitt lämpar sig, enligt många typografiskolor, bättre för kortare stycken såsom rubriker och på datorskärmar.
Ordet brödtext härrör från den tid då typografer satte texten för hand med blytyper. De fick betalt efter hur många millimeter lång text de hade satt och det var denna text (inte rubriker eller annat) som lät dem tjäna pengar för brödfödan.